# Always Will Be (single)
Always Will Be er en single fra det svenske power metalband HammerFall der blev udgivet i 2001. Sangen kom fra albummet Renegade der udkom i 2000.

## Numre
1. "Always Will Be"
2. "Fallen One"
3. "Always Will Be" (Akustisk)
4. "Breaking the Law" (Judas Priestcover)